# ریوون
ریوون (به لاتین: Riwŏn) یک منطقهٔ مسکونی در کره شمالی است که در استان هامگیونگ جنوبی واقع شده‌است.